# César Abeytua
César Abeytua Blanco (Madrid; 19 de septiembre de 1947 - Ibídem; 4 de abril de 2012) fue un realizador y director de televisión español.

## Trayectoria
Licenciado en Filosofía y Letras y especializado en Historia Moderna y Contemporánea.
Ingresa en RTVE por oposición en marzo de 1970 y desde sus inicios encamina su vida laboral dentro del ámbito de la realización. De su primera etapa en la casa, cabe recordar algunos de los magazines informativos como Cultural informativo, Gente y Gente hoy presentados por Mari Cruz Soriano o Isabel Tenaille y dirigidos por Maruja Caballé.
Entre 1977 y 1985 realizó varios de los Telediarios de más audiencia del momento, con profesionales de la talla de Pedro Macía y Jesús Hermida. Posteriormente, fue jefe de Realización de los Servicios Informativos de TVE; director del semanario El Dominical; jefe de programas no diarios y realizador de programas en el Área de Institucionales. 
Más tarde, diseñó junto a su compañero y amigo Carlos Amann, un novedoso programa de cine, sin presentador y con críticos externos, al que llamaron Días de cine en homenaje a su admirado Allen. Fue director de dicho programa entre 1991 y 1993 y es cesado sin motivo justificado mediante escrito sin argumentos que justificaran su cese de un día para otro. 
Aficionado y experto en distintas modalidades deportivas, trabajó en el área de Deportes de TVE, donde escribió y realizó varios programas, del que destaca el dedicado a la Selección española de fútbol; un recorrido histórico de gestas, triunfos y superación en los que narra en una serie de 4 capítulos, apoyado en una concienzuda búsqueda documental, la historia de la selección española de fútbol de 1920 a 1996, fecha en que comienzan los Juegos Olímpicos de Amberes.
Asimismo, es autor de varios de los resúmenes que emitía TVE al finalizar el año, recordando los acontecimientos deportivos más destacados a lo largo de los 365 días anteriores o de un monográfico dedicado al ciclista Pedro Delgado, en el que desbrozó la historia de este profesional del ciclismo tras su retirada.
Su último destino profesional estuvo vinculado también al cine, como director de Así se hizo, programa informativo sobre películas en rodaje, especialmente cine español, en las que daba voz entre toma y toma a directores y actores.
Deja RTVE el 31 de diciembre de 2006, al aprobarse ese año el ERE para los mayores de 52 años. 
Muere en Madrid a los 64 años de un cáncer fulminante el 4 de abril de 2012.